# Mahouka Koukou no Rettousei
Mahouka Koukou no Rettousei (魔法科高校の劣等生 Mahōka Kōkō no Rettōsei, lit., "O estudante de baixa performance da escola de magia") é uma série de light novel japonesa escrita por Tsutomu Satō e ilustrada por Kana Ishida. Foi adaptada em diferentes séries de manga e em um anime que estreou em Abril de 2014.

## Enredo
A série se passa em um mundo em que a magia existe e tem sido utilizada como uma tecnologia por quase um século. Em vez de lançar feitiços com cânticos ou outras formas tradicionais de conjuração, os magos utilizam dispositivos tecnológicos conhecidos como CADs (Casting Assistant Device)
Como a existência da magia foi comprovada, passou a ser um campo de estudo da ciência. Através do estudo da magia foram descobertas novas entidades quânticas que podiam ser influenciadas pela parte subconsciente do cérebro humano e podiam alterar diretamente a natureza de fenômeno físico, sem contudo desrespeitar as leis básicas da física. Um mago então é alguém capaz de influenciar essas entidades ativamente e ordenadamente de modo a alterar de maneira controlada um fenômeno físico alvo. A magia é então dividida em duas categorias principais: A magia antiga, desenvolvida intuitivamente ao longo de diversas gerações de magos que a praticavam em segredo, e a magia moderna, desenvolvida sistematicamente através de metodologia cientifica e praticada por magos criados através de diversos processos de aperfeiçoamento genético.
No final do século XXI, no Japão, há nove escolas de ensino médio de magia vinculadas a universidade nacional de magia. Dentre essas escolas, a de maior prestigio é a primeira academia que divide seus estudantes em dois cursos separados baseado em seus desempenhos nos testes de aptidão em magia durante os exames de admissão. Os estudantes com elevado talento em magia, chamados de "Bloom", vão para o curso um, onde contam com maiores regalias e têm direito a instrutores privados. Já os estudantes com baixa classificação nos testes de aptidão em magia, pejorativamente chamados de "Weed", vão para o curso dois, onde não têm professores para acompanhar seus estudos e contam com alguns direitos a menos que os do curso um. Apesar de proibido pelas normas da escola existe um grande antagonismo e discriminação dos alunos do curso um em relação aos do curso dois.
Um abalo no conceito de valores dos estudantes começa a ocorrer com a chegada de Tatsuya Shiba, um novo estudante do curso dois, que apesar de hostilizado e menosprezado por muitos alunos do curso um, demonstra ser um verdadeiro gênio com grandes habilidades e poderes, os quais passam totalmente despercebidos nos testes padrões de aptidão. Isso mostra que o sistema de avaliação é genérico demais para avaliar talentos individuais e que fogem totalmente dos padrões estabelecidos.

## Personagens
- Tatsuya Shiba (司波 達也, Shiba Tatsuya) Onii-sama - É o principal protagonista masculino e irmão mais velho da protagonista feminina Miyuki. Tatsuya se matricula na Primeira Escola de Magia.
- Miyuki Shiba (司波 深雪, Shiba Miyuki) - É a principal protagonista feminina e irmã mais nova de Tatsuya. Ela também se matricula na Primeira Escola de Magia.
- Erika Chiba (千葉 エリカ, Chiba Erika)
- Mizuki Shibata (柴田 美月, Shibata Mizuki)
- Leonhard (西城 レオンハルト, Saijō Reonharuto)
- Mikihiko Yoshida (吉田 幹比古, Yoshida Mikihiko)
- Honoka Mitsui (光井 ほのか, Mitsui Honoka)
- Shizuku Kitayama (北山 雫, Kitayama Shizuku)
- Mayumi Saegusa (七草 真由美, Saegusa Mayumi)
- Mari Watanabe (渡辺 摩利, Watanabe Mari)
- Katsuto Jyumonji (十文字 克人, Jūmonji Katsuto)

## Ligação externa
- Website (em inglês)
- Website (em japonês)
- Mahouka Koukou no Rettousei (light novel) na enciclopédia do Anime News Network (em inglês)